# Баварія II
«Бава́рія ІІ» (Мюнхен) (нім. Bayern Munich II) — німецький футбольний клуб із Мюнхена, фарм-клуб мюнхенської Баварії. Найвищим результатом команди є 5 місце у Третій лізі (максимально допустимий рівень для резервних команд) в сезоні 2008/09.

## Відомі гравці
- Філіп Лам
- Бастіан Швайнштайгер
- Томас Мюллер
- Давід Алаба
- Гольгер Бадштубер
- Лука Тоні
- Тоні Кроос
- Франц Бекенбауер
- Оуен Гаргрівз
- Матс Гуммельс
- Емре Джан